# Église Saint-Jean-Baptiste de Lapenne
L'église Saint-Jean-Baptiste est une église romane du XIIe siècle située en France sur la commune de Lapenne, dans le département de l'Ariège, en région Occitanie.

## Localisation
Elle est construite au village sur une émergence rocheuse à 327 m d'altitude.

## Description
C’est une église romane avec des éléments gothiques, à simple nef, avec une façade fortifiée dotée de deux puissants contreforts et un portail à quatre archivoltes au-dessus d'un escalier conique.
Diverses modifications ont laissé des empreintes apparentes (corbeaux saillants des murs, traces d’anciens toits, différents types de baies, porte rebouchée).

## Historique
L'église date du XIIe siècle, régulièrement modifiée avec notamment une chapelle ajoutée au XVe siècle. La première mention connue est de 1318.
À la suite d'un incendie en 1882, la nef voûtée s'est écroulée. Elle a été remplacée par un plafond. Également, les crénelages n'ont pas été reconstitués.
Elle fait l'objet d'un classement au titre des monuments historiques par arrêté du 3 octobre 1921.

## Galerie

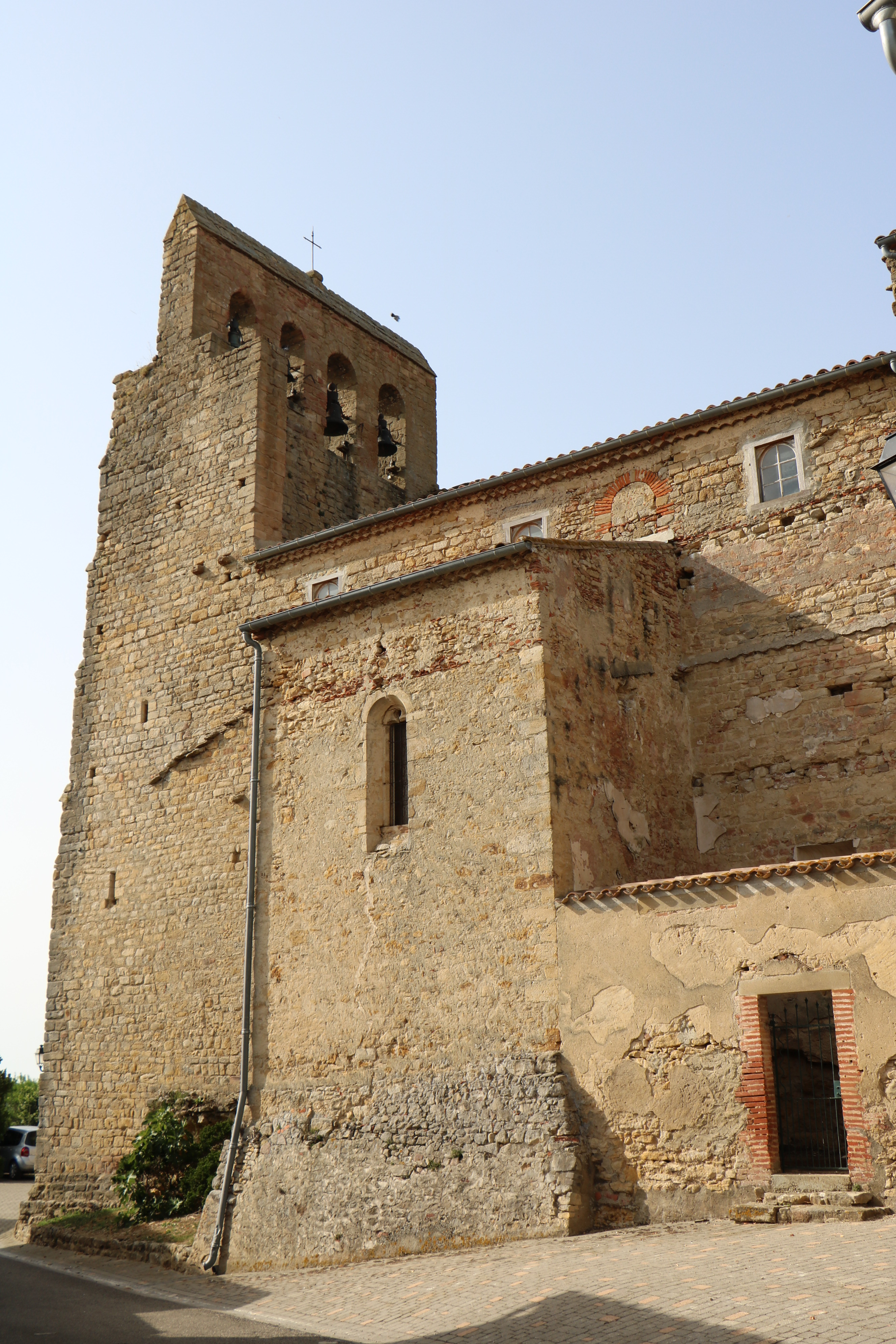
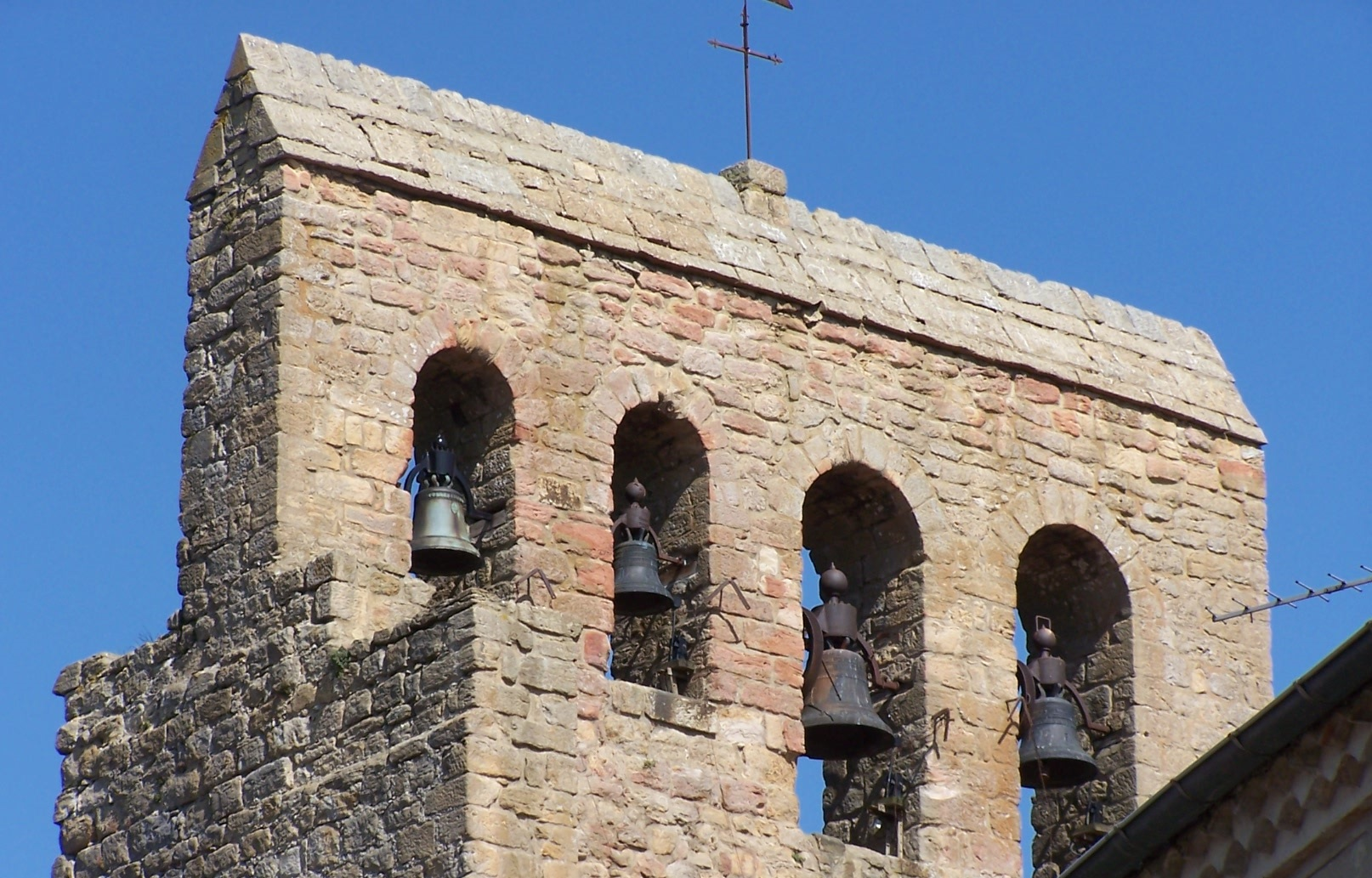
Le campanile.
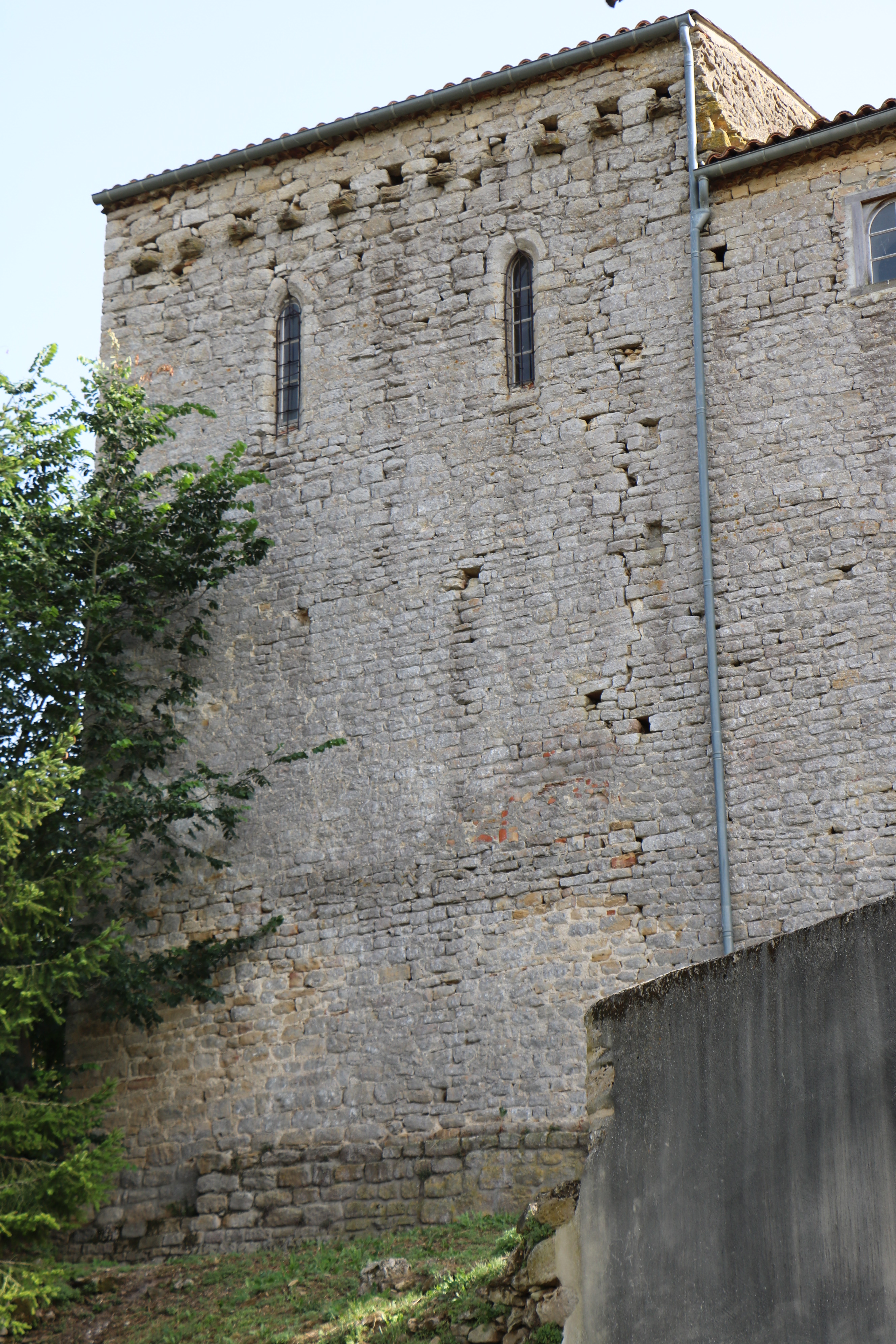

## Mobilier
De nombreux objets sont inscrits ou classés dans la Base Palissy.